# Steffen Friis
Steffen Christian Julius Landkilde Friis, född 1861, död 1942, var en dansk veterinär och hygieniker. Han var bror till Aage Friis.
Som chef för arméns veterinärkår 1905-1931 reorganiserade och moderniserade Friis denna från grunden. Som Köpenhamns högste veterinär 1887-1928 var han skapare av stadens kött- och mjölkkontroll. I hög grad förtjänstfull var även Friis arbete inom det veterinära hälsovärldsrådet (från 1906) om som grunda och redaktör av Maanedsskrift for Dyrlæger (från 1888). Han har utgett talrika betydelsefulla avhandlingar inom sitt fack.